# 凃姓
凃姓是漢姓之一，在臺灣百家姓排名第九十九位。凃姓最早可追溯到宋朝。後來他房祖先因對朝廷有功而受明朝皇帝御賜封姓：原本“凃姓”字形“二點冰”，多一點是以硃砂紅點，變化成字形“三點水”的“涂姓”，示明為有功之後。
此姓氏在臺灣和中國地區都有人使用，在台灣約共有一萬七千多人姓“凃”。2012年5月，臺灣多位凃姓民眾向立法委員陳情，要求編入教育部國語辭典。而在大陸地區，一些凃姓族人也因為身分證輸入問題被迫使用涂姓登記。